# Bărbat cu nasul rupt (Rodin)
Bărbat cu nasul rupt este o sculptură de Auguste Rodin creată între 1863 și 1864 și aprobată de Salon⁠(d) în 1875. Este considerată prima lucrare a lui Rodin în care viața este reprezentată peste grația care domnea în cercurile academice și în estetica vremii. 
Rodin a realizat un prim model al acestei lucrări în ipsos în 1864, dar a pierdut spatele bustului. Ulterior, în 1880, un al doilea model, de data aceasta în bronz, care este mulajul care a supraviețuit al piesei. O copie din marmură a fost realizată de Léon Fourquet.

## Istorie
În 1863, Rodin a adaptat un grajd pentru a deveni atelierul său, unde a lucrat cu un model amator pe nume „Bibi” pentru a realiza primul său model de mască. Potrivit lui Rainer Maria Rilke, bărbatul din fața lui Rodin „un bărbat cu un comportament și un chip calm. Avea chipul unui om viu care, atunci când era explorat, era plin de agitație și tulburare”.

## Descriere și influență
Sculptura a fost turnată în bronz cu patină neagră, maro și verde. Are o bază de 12,5 x 15,1 x 15,3 cm unde poate fi găsită semnătura lui Rodin.
Chiar dacă există o influență clară a altor lucrări de la Luvru, această mască reprezintă fidelitatea asupra contururilor caracteristică lui Rodin, evidențiată de ridurile profunde și expresia severă a feței. Această lucrare a fost crucială în dezvoltarea estetică unică a lui Rodin.
Potrivit artistului însuși: „Acea mască a determinat toate lucrările mele viitoare; este prima piesă modelată pe care am făcut-o. De atunci, am încercat să-mi privesc lucrările din toate punctele de vedere posibile și să le desenez în fiecare dintre aspectele lor. Acea mască a fost prezentă în mintea mea în tot ceea ce am făcut”. Portretele sale ulterioare au o viață și o individualitate singulare, parțial pentru că Rodin a rămas pe principiile sale de modelare a contururilor.

## Probleme
Masca a fost inițial intitulată Portretul lui M.*** și a fost în general respinsă deoarece prezenta un bărbat cu nasul rupt și trăsăturile faciale puternice și ascuțite; care era considerat urât pentru ochii majorității oamenilor.